# Egerton House
Egerton House war ein kleines Landhaus in der High Street in Berkhamsted in der englischen Grafschaft Hertfordshire. Das Haus in elisabethanischem Stil wurde 1937 abgerissen und durch ein Kino namens The Rex im Art-déco-Stil ersetzt. Egerton House war nicht nur wegen seiner Architektur, sondern auch als Wohnsitz der Familie Llewelyn Davies und für seine Verbindung mit J. M. Barrie, dem Autor von Peter Pan, bekannt.

## Architektur
Egerton House war ein zweistöckiges Landhaus mit Dachgeschoss. Die Hauptfassade hatte drei Giebel und dazwischen zwei schmälere Giebelgauben auf dem steilen, geschindelten Dach. Als das Haus 1895 auf einer Versteigerung im King's Arms Hotel verkauft wurde, wurde angeführt, dass das Haus drei Wohnzimmer, ein Speisezimmer, einen Billardraum, ein Gewächshaus, vier Schlafzimmer, vier Abstellkammern und Stallungen hatte. In den Verkaufspapieren wurden ebenfalls eine Remise an der Rectory Lane und Egerton Cottage, ein kleines Gärtnerhaus, erwähnt.
Der Garten war enorm groß; er enthielt einen Obsthain und erstreckte sich bis zur Ashlyn's School. Ein Teil dieses Grundstückes wurde später zur Anlage des Three Close Lane Cemetery (Friedhof) erworben.

## Geschichte

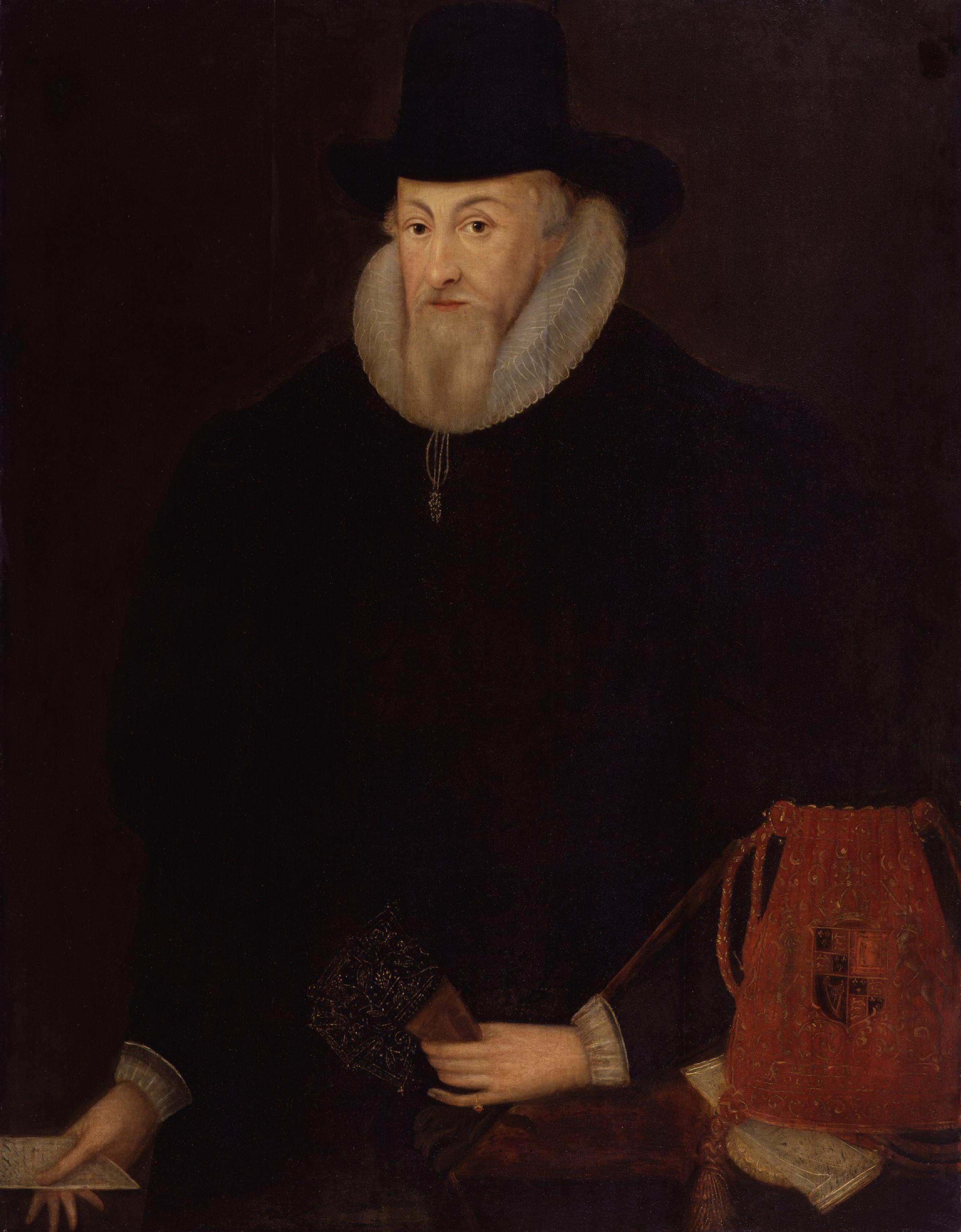
Thomas Egerton (National Portrait Gallery (London))

Egerton House war eines von zwei Landhäusern aus der Regierungszeit Elisabeths I. in Berkhamsted; das andere war Berkhamsted Place, etwa 1,5 km weiter nördlich, in der Nähe von Berkhamsted Castle. Beide Landhäuser wurden im 20. Jahrhundert abgerissen.
Man vermutet, dass vor dem Bau von Egerton House das St Clement's Hospital, an mittelalterliches Krankenhaus, an dieser Stelle stand. Cobb schreibt, dass ein Siegel mit dem Namen der Bruderschaft des Heiligen Clemens (später Worshipful Company of Founders) im Garten hinter Egerton House entdeckt worden sei.
Der genaue Bauzeitraum von Egerton House ist nicht bekannt, ebenso wenig wie der Grund für seinen Namen. Die ersten Eigner sollen jedoch aus der Familie Egerton gewesen sein; möglicherweise war es Thomas Egerton, 1. Viscount Brackley, dessen Nachfahren zu Earls of Bridgewater ernannt wurden. Man weiß, dass das Haus 1627 Edward Kellet, einem örtlichen Immobilienbesitzer, gehörte. Später ging es zusammen mit der Harriots End Farm an Rev. Robert Brabant, Rektor der Kirche St Peter in Berkhamsted, über. Man fand Dokumente, die ausweisen, dass ein Mr Lyttleton aus Egerton House acht Shilling für den Obsthain zahlte.
1840 kaufte die Weslyan Methodist Church Egerton House für 700 £ und eröffnete darin 1841 ein Predigthaus. Die Methodisten verkauften das Haus 1846 für dieselbe Summe, die sie 6 Jahre vorher bezahlt hatten, an Dr. Thomas Whatly, der dort bis zu seinem Tod 1868 lebte. 1895 wurde das Haus versteigert und dann 1904 von der Familie Llewellyn Davies erworben.

### Die Familie Llewelyn Davies

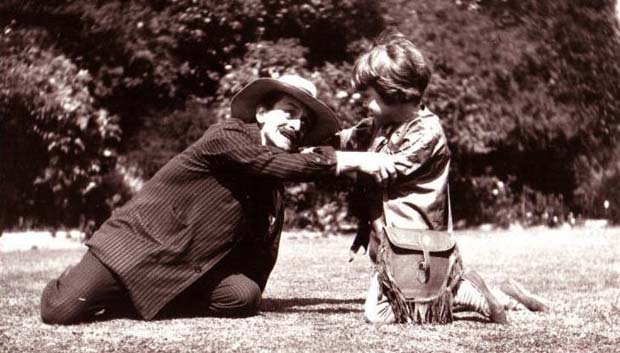
J. M. Barrie (als Captain Hook) im Spiel mit Michael Llewelyn Davies (als Peter Pan) 1906.

Der Londoner Barrister Arthur Llewelyn Davies und seine Gattin Sylvia zogen 1904 mit ihren fünf Kindern von Kensington Park Gardens (London) in das Haus ein. Damals war die Familie eng mit dem schottischen Schriftsteller und Theaterautor J. M. Barrie befreundet. Dieser ließ seinen Peter Pan auf Erzählungen basieren, die er für die Kinder geschrieben hatte, als sie noch in Kensington lebten. Die Rolle des Peter Pan basierte auf allen Jungen der Familie, wurde aber nach Peter benannt. Barries Theaterstück, Peter Pan, or The Boy Who Wouldn't Grow Up wurde im selben Jahr im Londoner Duke of York's Theatre uraufgeführt.
In den drei Jahren, die Barrie in Berkhamsted verbrachte, besuchte der die Familie Llewelyn Davies häufig. Arthur Llewlyn Davies erkrankte an Krebs und Barrie unterstützte während seiner Krankheit die Familie finanziell. Als sein Freund 1907 in Egerton House starb, kehrte seine Witwe mit den Kindern nach London zurück. Als Sylvia Llewelyn Davies 1910 selbst an Krebs verstarb, wurde Barrie der Vormund ihrer Kinder.

### Abriss

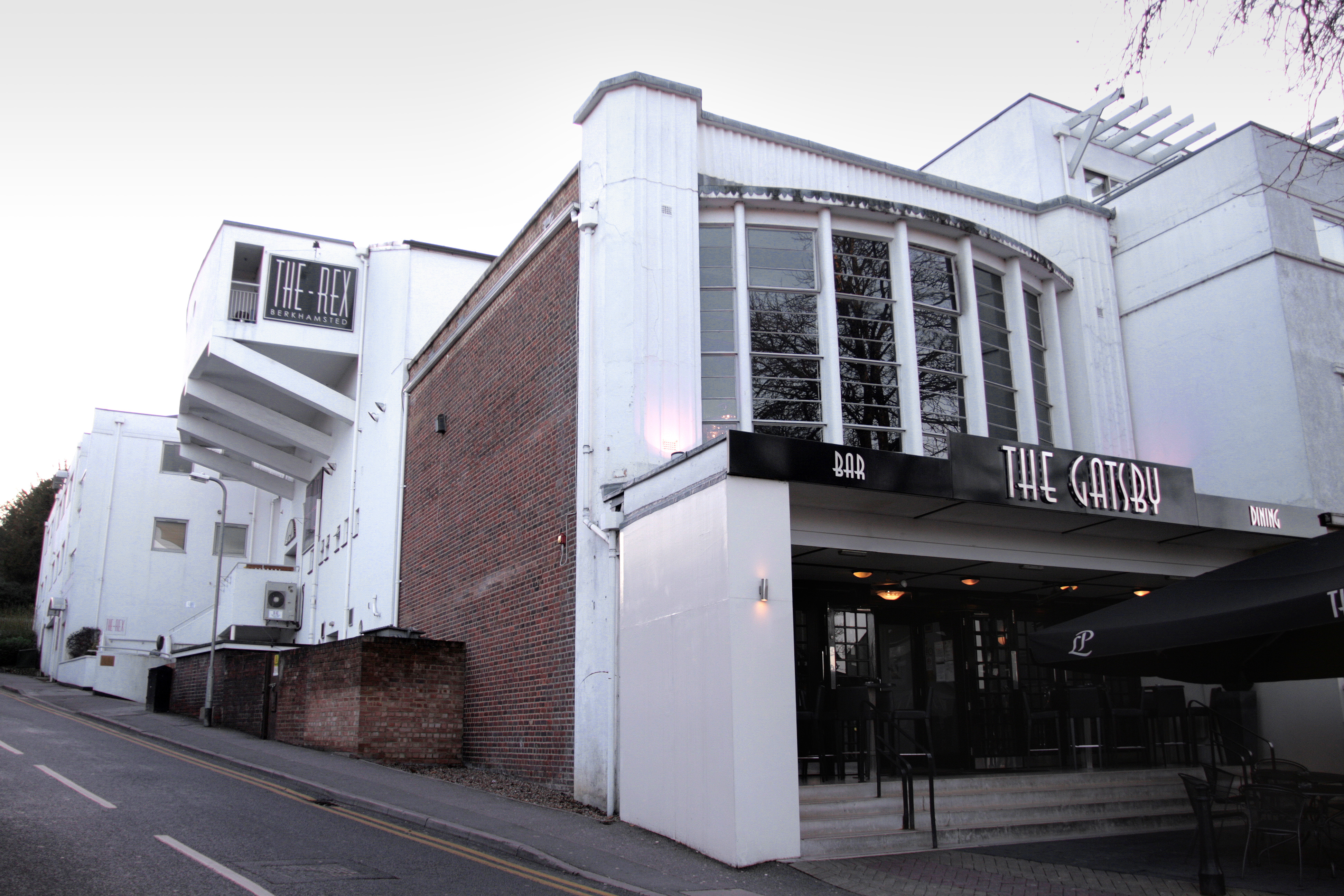
Kino The Rex 2011

Die Kinogesellschaft Shipman & King übernahm das Court Cinema an der High Street in Berkhamsted und plante die Eröffnung eines zweiten Kinos in der Stadt. Ursprünglich wollten sie auf einem Grundstück am östlichen Stadtrand, an einer Kreuzung der Swing Gate Lane bauen, aber 1936 erwarb die Gesellschaft Egerton House, das näher an der Stadtmitte lag und ausreichend groß für ein Kino und die zugehörigen Parkplätze war. Egerton House wurde 1937 abgerissen und das Kino The Rex an seiner Stelle gebaut. Einige Stücke der Eichenholzvertäfelung von Egerton House wurden vor dem Abriss gerettet und in ein Haus namens Four Oaks in der Greamsdyke Road eingebaut. Einige weitere Vertäfelungen gingen an Boxwell House, das Bürohaus des örtlichen Rural District Council.
Das Kino The Rex wurde im Stile des Art-déco-Stil von Architekt David Evelyn Nye entworfen und 1938 von Viscountess Davidson eröffnet.
1953 schrieb Peter Llewelyn Davies anlässlich eines Besuches in Berkhamsted in einem Brief, in dem er über den Verlust des Hauses seiner Kindheit lamentierte:

„Oh je, oh je, ich fuhr kürzlich durch Berkhamsted und der Anblick des fürchterlichen Kinos auf dem Grundstück von Egerton House war fast mehr, als ich ertragen konnte, und der Garten hat sich in einen ekelhaften Betonparkplatz verwandelt.“

Das Kino The Rex steht auch heute noch und English Heritage hat es als historisches Gebäude 2. Grades gelistet. Eine Tafel im Kino, die am 14. Februar 1979 von Schauspielerin Jane Asher enthüllt wurde, erinnert an die Verbindung des Grundstückes mit J. M. Barrie und Peter Pan.